# Alycus
Alycus är ett släkte av spindeldjur som beskrevs av Carl Ludwig Koch 1842. Alycus ingår i familjen Alycidae.
Släktet innehåller bara arten Alycus roseus.